# École nationale d'administration (Algérie)
Pour les articles homonymes, voir École nationale d'administration, ENA et Ena.
L'École nationale d'administration (ENA), connue sous le nom d'ENA d'Alger, est une grande école algérienne créée en 1964, pour assurer la formation des cadres et des hauts fonctionnaires pour les besoins de l'administration de l'État, des collectivités territoriales et des institutions publiques.
Placée depuis le 12 novembre 2005 sous la tutelle du ministère de l'Intérieur et des Collectivités locales, elle est chargée aujourd'hui d'assurer la sélection et la formation initiale et continue des hauts fonctionnaires. Elle assure de plus une fonction de recherche pour le compte de l'administration publique algérienne à travers son Centre de documentation, de recherche et d'expertise (CDRE).
L'ENA d'Alger édite la revue semestrielle « إدارة » (Idara, Administration).
L'École nationale d'administration porte depuis le 10 décembre 2014 le nom d'Ahmed Medeghri, premier ministre algérien de l'Intérieur considéré comme « le père de l'administration algérienne ».
Le campus de l'ENA d'Alger est situé à Hydra sur les hauteurs de la ville d'Alger.
Le 29 juin 2020, Abdelmalik Mezhouda devient directeur général de l'école, remplaçant ainsi Abdelhak Saihi qui occupait ce poste depuis janvier 2016.

## Histoire

### Création
L'École nationale d'administration a été créée en 1964, deux ans après l'indépendance de l'Algérie, par le décret présidentiel no 64-155 du 8 juin 1964 signé par le premier président de République algérienne, Ahmed Ben Bella. Rattachée directement à la présidence de la République algérienne, le statut de l'école était celui d’un établissement public avec pour mission dévolue la formation des fonctionnaires de conception des administrations centrales et des services extérieurs (administrations territoriales locales).

### Contexte historique
Après le départ précipité, à partir du printemps 1962, du personnel européen, laissant des services administratifs vacants, la création de l’École Nationale d’Administration, au lendemain de l'indépendance de l'Algérie, participait de la volonté de construction de l'État naissant et de la nécessité de faire face aux besoins induits par l’administration d’un vaste territoire (2 381 741 km2).

### Tutelle de l'ENA
Placée à la date de sa création sous la tutelle de la présidence de la République algérienne, l'école a connu plusieurs changements concernant son rattachement. Ci-dessous un tableau résumant les tutelles successives de l'école:
| Année | Tutelle                                                                           |
| 1964  | Présidence de la République                                                       |
|       | Ministère de la réforme administrative et de la fonction publique                 |
| 1965  | Ministère de l’intérieur                                                          |
| 1982  | Secrétariat d'État chargé de la fonction publique et de la réforme administrative |
| 1984  | Premier ministère                                                                 |
| 1987  | Ministère de l’enseignement supérieur et de la recherche scientifique             |
| 2005  | Ministère de l’intérieur et des collectivités locales                             |

## Enseignements

### Formation initiale sur concours
L'admission à l'école se fait sur la base d'un concours sur épreuves, ouvert chaque année par arrêté du ministre de l'intérieur et des collectivités locales. La participation au concours est conditionnée par l'âge (28 ans au maximum pour les candidats non fonctionnaires, 32 ans au maximum pour les fonctionnaires) et le niveau d'instruction.

#### Concours
Le concours est constitué de deux phases :
- la première phase : elle consiste en des épreuves écrites d'admissibilité. Elle porte sur une épreuve de culture générale, une épreuve au choix par spécialité et une épreuve de langues étrangères (français ou anglais) ;
- la deuxième phase : elle consiste en une épreuve orale d'admissibilité devant un jury d'examen. L'épreuve orale est un entretien de culture générale, axé principalement sur les problèmes politiques, économiques, sociaux, et culturels.

#### Cursus
La scolarité des élèves à l'école se déroule sur trois années de formation, ponctuées de stages pratiques en milieu professionnel :
- une première année dite de mise à niveau et d'homogénéisation des connaissances. L'objectif de la formation de la première année vise à corriger les carences des élèves dans certaines disciplines par rapport aux exigences du programme de formation et à les préparer aux enseignements dispensés en deuxième et en troisième année.
- une deuxième année dite de professionnalisation du profil des élèves. Elle est orientée sur des problématiques pluridisciplinaires. Les enseignements sont répartis entre une série de domaines communs de professionnalisation  et un domaine de compétences techniques.
- une troisième année d’approfondissement des qualifications des élèves  favorisant une démarche optionnelle sur les grands thèmes ou les grands secteurs de l’administration publique.
- un séjour de plusieurs semaines, sous  forme de stages  pratiques en milieu professionnel.

#### Organisation pédagogique
Les enseignements dispensés durant le cycle de la formation à l’école sont articulés sur les axes suivants : 
- Les cours magistraux : basés sur la théorie, la doctrine, la jurisprudence et les principes du droit administratif, ces enseignements visent à l’acquisition par les élèves d’un ensemble de connaissances générales et spécialisées sur les structures de l'administration, de ses moyens d'actions (Police Administrative, théorie des services publics et Actes Administratifs, fonction publique, Domaine public, justice administrative) et sur le cadre institutionnel d’organisation et de fonctionnement de l'État, des collectivités territoriales (commune, daïra, wilaya) et établissements publics.

- Les travaux dirigés : Ils sont orientés, par une participation active des élèves, vers des objectifs d’apprentissage et d’approfondissement des enseignements acquis en cours magistraux.

- Les conférences de méthode : basées sur les techniques de la communication,  et de l'échange, elles visent à développer chez les élèves l’interactivité, la collégialité et le travail en équipe.

- Les stages et formations pratiques : Les stages pratiques visent à donner aux élèves, futurs responsables publics, une expérience pratique du fonctionnement de l’administration et des institutions publiques.  En première année, les stages se déroulent auprès des administrations publiques locales (commune, daïra, wilaya), auprès d'une institution et administration centrale publique (ministère, présidence de la république, Assemblée nationale…), une entreprise ou une institution financière en deuxième année. En troisième et dernière année, le stage est pratiqué aux fins de l'élaboration du mémoire de fin de formation.

#### Évaluation et sanction de la formation

##### Évaluation de la formation
L'évaluation de la formation dispensée aux élèves de l'ENA porte sur les enseignements, les stages pratiques et l'assiduité.
Chaque matière d’enseignement fait l’objet de deux évaluations, l'une sous forme de contrôle permanent durant l’année scolaire et l'autre sous forme d’un examen de synthèse. Les deux modes d'évaluations comptent, à raison de 50 % chacun, dans le résultat de l’évaluation finale de la matière enseignée.
Le mode d’évaluation des stages de première et de deuxième année est basé sur la note attribué par le jury de soutenance du rapport de stage (60 %), la note d'appréciation de l’encadreur du stagiaire (20 %) et, enfin, la note  d’appréciation attribuée par le directeur général de l’école (20 %). L’évaluation du stage de la troisième année est intégrée dans la note du mémoire de fin de formation en fonction de l'appréciation du tuteur de stage (10 %), de l'appréciation générale de l'élève par le directeur général de l'école (10 %) ; et de la note de soutenance du mémoire de fin de formation (80 %).
La note d'évaluation de l'assiduité de chaque élève est du ressort du directeur général de l'école au titre de chaque année scolaire.
Les résultats au titre chaque année scolaire sont proclamés par ordre de mérite.

##### Sanction de la formation
En application des dispositions réglementaires relatives au statut des élèves ayant obtenu le diplôme de l'École nationale d’administration, ces derniers sont nommés en qualité de stagiaires dans le grade d’administrateur principal.

### Formation continue
Depuis l'année 2000, en plus de sa mission classique, dite formation initiale sur concours, l'ENA a élargi le champ de ses activités en assurant une formation dite continue, destinée aux cadres en activité, à l’initiative des administrations concernées. Dans ce cadre, trois types de formations sont prises en charge par l'école : le perfectionnement, la post-graduation spécialisée (PGS) et la préparation aux examens et concours.

#### Actions de perfectionnement
Cette action de formation, organisée en cycles courts (quelques jours), vise  à initier les cadres en activité aux méthodes et techniques modernes de gestion, à la mise à jour de leurs connaissances et à leur préparation aux changements dans l'organisation du travail.

#### Post-graduation spécialisée
La Post-graduation spécialisée, instituée par le décret exécutif no 98-254 du 17 août 1998, est  assurée sous forme de cycles moyens (700 heures réparties sur une durée allant jusqu’à un an). Centrée sur des enseignements pratiques, cette formation est soumise à des conditions d'accès et est sanctionnée par la délivrance d’un diplôme national.

#### Concours et examens professionnels
N’excédant pas un mois, des cycles de préparation aux examens et concours professionnels, sont organisés  par l’école en réponse aux demandes exprimées par les institutions et administrations publiques. L’école assure, également, l'organisation matérielle du déroulement des épreuves.

## Administration de l'école
L'école nationale d'administration d’Alger est un établissement public à caractère administratif placé actuellement sous la tutelle du ministère de l'Intérieur et des collectivités locales. Les statuts de l’école publiés par décret exécutif en novembre 2006 prévoient son administration par un conseil d'administration et sa direction par un directeur général. L'école est pourvue  d'un conseil scientifique et pédagogique.

### Conseil d'administration
En vertu des dispositions du décret exécutif no 06-419 du 22 novembre 2006 portant organisation et fonctionnement de l'École nationale d’administration, celle-ci est doté d’un Conseil d'administration.
Le conseil d'administration est composé de représentants des départements ministériels (ministre de l’intérieur et des collectivités locales, ministère des affaires étrangères, ministère des finances, ministère de la défense nationale, ministère chargé de l’enseignement supérieur, ministère chargé de la communication, autorité chargée de la fonction publique), d’un wali, de représentants d’enseignants permanents de l'école et d’enseignants à temps partiel, d'un représentant du personnel administratif et technique de l'école et d'un représentant des élèves de l'école.

### Directeur général
Le directeur général de l'École est nommé par décret présidentiel, sur proposition du ministre de l'intérieur et des collectivités locales. La direction actuelle de l'école est assurée, depuis le 29 juin 2020, par Abdelmalik Mezhouda  qui remplace Abdelhak Saihi.

### Conseil scientifique et pédagogique
Le conseil scientifique et pédagogique est présidé par un enseignant permanent de rang magistral, désigné pour une durée de trois (3) ans par arrêté du ministre de l'intérieur et des collectivités locales sur proposition du directeur général de l’école.
Le conseil scientifique et pédagogique est  composé de représentants de la direction de l’école (direction des études, direction des stages, direction de la formation continue et de la coopération, centre de documentation, de recherche et d'expertise), de représentants du corps enseignant permanent et vacataire, de fonctionnaires représentant l'administration territoriale et l'administration centrale, d’enseignants relevant du département ministériel chargé de l’enseignement supérieur .

## Organisation administrative
L'organisation actuelle de l'ENA, mise en œuvre depuis novembre 2006, prévoit cinq structures : un secrétariat général, une direction des études, une direction des stages, une direction de la formation continue et de la coopération, un centre de documentation, de recherche et d'expertise. Ces structures sont placées sous l'autorité du directeur général de l'école.

## Anciens élèves
Depuis sa création en 1964 jusqu'à 2016, l'ENA a formé 6 654 élèves diplômés algériens et 299 élèves étrangers dont 204 dans la filière diplomatique dans le cadre de la coopération du gouvernement algérien avec les pays africains.

### Promotions de l'ENA
L'École a formé 7 376 élèves algériens et étrangers depuis sa date de création en 1964 (chiffres de 2023). Les promotions sorties de l’ENA d’Alger, au nombre de 52 jusqu’à l’année 2023, portent un nom spécifique en hommage à un personnage, un événement ou un concept. Il est une tradition établie que la photo de chacune d'entre elles soit affichée sur les murs de l'école.
| N° | Promotions                                                 | Années    | Nombre de diplômés |
| 1  | Emir Abdelkader                                            | 1964-1968 | 37                 |
| 2  | Ben M’hidi                                                 | 1965-1969 | 35                 |
| 3  | Ben Boulaid                                                | 1966-1970 | 36                 |
| 4  | Didouche Mourad                                            | 1967-1971 | 32                 |
| 5  | Ben Badis                                                  | 1968-1972 | 54                 |
| 6  | Ibn Khaldoun                                               | 1969-1973 | 73                 |
| 7  | Mohamed Aslaoui                                            | 1970-1974 | 64                 |
| 8  | Frantz Fanon                                               | 1971-1975 | 79                 |
| 9  | Charte nationale                                           | 1972-1976 | 84                 |
| 10 | Ahmed Medeghri                                             | 1973-1977 | 72                 |
| 11 | Malek Haddad                                               | 1974-1978 | 75                 |
| 12 | Houari Boumediene                                          | 1975-1979 | 67                 |
| 13 | Malek Bennabi                                              | 1976-1980 | 109                |
| 14 | Cheikh Bouamama                                            | 1977-1981 | 131                |
| 15 | Chettibi Khemissi                                          | 1978-1982 | 147                |
| 16 | Mohamed Seddik Benyahia                                    | 1979-1983 | 175                |
| 17 | Cheik Bachir El Ibrahimi                                   | 1980-1984 | 145                |
| 18 | Mohamed Laid Al Khalifa                                    | 1981-1985 | 152                |
| 19 | Abdelkader Benkaci                                         | 1982-1986 | 309                |
| 20 | Moufdi Zakaria                                             | 1983-1987 | 323                |
| 21 | Abd El Moumen Ibn Ali                                      | 1984-1988 | 311                |
| 22 | Rabah Bouchachia                                           | 1985-1989 | 324                |
| 23 | Cheikh Abbas Ben Echeikh El Hocine                         | 1986-1990 | 293                |
| 24 | Constitution 1989                                          | 1987-1991 | 366                |
| 25 | Mohamed Boudiaf                                            | 1988-1992 | 147                |
| 26 | Mouloud Kassim Nait Belkacem                               | 1989-1993 | 126                |
| 27 | Trentième Anniversaire de l’E.N.A                          | 1990-1994 | 128                |
| 28 | Mehand Mokhbi                                              | 1991-1995 | 134                |
| 29 | Éléction présidentielle du 16 novembre 1995                | 1992-1996 | 207                |
| 30 | Abdelmadjid Allahoum                                       | 1993-1997 | 189                |
| 31 | Ibn Rochd                                                  | 1994-1998 | 166                |
| 32 | Unité Africaine                                            | 1995-1999 | 148                |
| 33 | Rabah Bitat                                                | 1996-2000 | 118                |
| 34 | Saad Dahlab                                                | 1997-2001 | 139                |
| 35 | Mohamed Cherif Messadia                                    | 1998-2002 | 120                |
| 36 | Mohamed Dib                                                | 1999-2003 | 125                |
| 37 | Abdelmadjid Meziane                                        | 2000-2004 | 124                |
| 38 | Maurice Audin                                              | 2001-2005 | 121                |
| 39 | Hassiba Ben Bouali                                         | 2002-2006 | 162                |
| 40 | Mohamed Bellal                                             | 2003-2007 | 153                |
| 41 | Mohamed Hardi                                              | 2004-2008 | 318                |
| 42 | Boubakeur Belkaid                                          | 2005-2009 | 243                |
| 43 | Mostefa Lachraf                                            | 2008-2011 | 98                 |
| 44 | Ahmed Zabana                                               | 2011-2014 | 94                 |
| 45 | Assia Djebar                                               | 2013-2016 | 101                |
| 46 | Ahmed Ben Bella                                            | 2014-2017 | 102                |
| 47 | Abdelhafid Boussouf                                        | 2015-2018 | 110                |
| 48 | Si El Haouès                                               | 2016-2019 | 88                 |
| 49 | Abbas Laghrour                                             | 2017-2020 | 84                 |
| 50 | Malika Gaïd                                                | 2018-2021 | 115                |
| 51 | Soixantenaire du recouvrement de la souveraineté nationale | 2019-2022 | 112                |
| 52 | Youcef Khatib                                              | 2020-2023 | 111                |

### Association d'anciens élèves
Quelques anciens élèves algériens de l’ENA ont fondé en 1989 l’association des anciens de l’ENA (ADENA). Censée regrouper les anciens élèves sortis de l'école, ainsi que les anciens élèves étrangers, l’association des anciens de l’ENA ne connait pas d’activité effective et ne dispose pas de site web officiel.

### Anciens élèves célèbres

#### Personnalités politiques
- Abdelmadjid Tebboune, président de la République depuis le 19 décembre 2019 et ministre de la Défense nationale. ancien premier ministre, ancien chef de différents ministères et ancien wali.
- Chaabane Zerouk, ancien chef de cabinet du chef du gouvernement Ahmed Ouyahia.
- Ahmed Ouyahia, ancien premier ministre.
- Ramtane Lamamra, vice-Premier ministre, ministre des Affaires étrangères.
- Abdelmalek Sellal, ancien Premier ministre.
- Abdelkader Bouazghi, ministre algérien de l’Agriculture, du Développement rural et de la Pêche
- Ahmed Attaf, ministre des Affaires étrangères.
- Azzedine Mihoubi[25], écrivain, ministre algérien de la culture.
- Mohamed El Ghazi, ministre algérien du Travail, de l’Emploi et de la Sécurité sociale, ministre délégué auprès du Premier ministre, chargé de la Réforme du service public[26].
- Nouria Yamina Zerhouni, ministre du Tourisme.
- Noureddine Bedoui, Premier ministre, ministre de l'intérieur et des collectivités locales[27].
- Mohamed Benmeradi, ministre du Commerce.
- Leila Zerrougui, diplomate algérienne, représentante spéciale du secrétaire général des Nations unies.
- Mostefa Benmansour, ministre de l'intérieur et des collectivités locales, ministre des affaires étrangères.
- Mohamed Si Youcef, ministre de l'intérieur et des collectivités locales.
- Abdelmalek Boudiaf, ministre algérien de la Santé, de la Population et de la Réforme hospitalière.
- Abdelghani Zaalane, ministre des Travaux Publics et des Transports.
- Nadir Benmati, ministre de l'Habitat et de l'Urbanisme.
- Abdelaziz Rahabi, ministre de la Culture et de la Communication, ambassadeur d’Algérie en Espagne, au Mexique et en Amérique centrale.
- Guendil Moulay Mohammed, directeur de Cabinet de la Présidence de la République, ambassadeur en Suisse et en République Tchèque, secrétaire général du Ministère de l'intérieur, wali d'Oum El Bouaghi, secrétaire Général de la Wilaya de Bejaia et de Bordj Bouarreridj, chef de Daira de Sidi M'hamed
- Sidali khaldi, ministre de la jeunesse et des sports.